# Jonasz Stelmaszyk
Jonasz Stelmaszyk (23 de abril de 1985) es un deportista polaco que compitió en vela en las clases Laser y Laser Radial.
Ganó una medalla de plata en el Campeonato Mundial de Laser de 2011, una medalla de oro en el Campeonato Mundial de Laser Radial de 2014 y una medalla de bronce en el Campeonato Europeo de Laser Radial de 2016.

## Palmarés internacional
| Campeonato Europeo | Campeonato Europeo   | Campeonato Europeo | Campeonato Europeo |
| Año                | Lugar                | Medalla            | Clase              |
| ------------------ | -------------------- | ------------------ | ------------------ |
| 2011               | Helsinki (Finlandia) | Medalla de plata   | Laser              |

| Campeonato Mundial | Campeonato Mundial                  | Campeonato Mundial | Campeonato Mundial |
| Año                | Lugar                               | Medalla            | Clase              |
| ------------------ | ----------------------------------- | ------------------ | ------------------ |
| 2014               | Dziwnów (Polonia)                   | Medalla de oro     | Laser Radial       |
| Campeonato Europeo |                                     |                    |                    |
| Año                | Lugar                               | Medalla            | Clase              |
| 2016               | Las Palmas de Gran Canaria (España) | Medalla de bronce  | Laser Radial       |